# مقاطعة هشترود
مقاطعة هشترود (بالفارسية: شهرستان هشترود) هي إحدى مقاطعات محافظة أذربيجان الشرقية في إيران. عاصمة المقاطعة هي هشترود. حسب تعداد 2006، بلغ عدد السكان 64,611 في 13,997 عائلة.